# Max Haushofer (konstnär)
Maximilian (Max) Joseph Haushofer, född 20 september 1811 i Nymphenburg vid München, död 24 augusti 1866 vid Starnbergsjön, var en tysk målare; far till mineralogen Karl Haushofer och nationalekonomen Max Haushofer.
Haushofer utbildade sig till stor del på egen hand under långa resor. Han var 1844-66 professor vid konstakademien i Prag. Han målade praktfulla landskap med mästerligt ordnade molnmassor från Bayerns högslätter och från de tyska Alperna, särskilt från Chiemsee i Bayern, varjämte Böhmerwalds natur först av honom gjordes till föremål för konstnärlig framställning. Många av hans verk hamnade i offentliga samlingar, som Wiens konstakademi, Rudolfinum i Prag, Neue Pinakothek i München ("Walchensee", 1856) och museet i Hannover ("Königsee").